# ننهورساج
ننهورساج وهي احد الهة سومر في ديانة بلاد ما بين النهرين، ٱلهة مدينة أداب وكيش في مناطق الرعي الشمالية؛ كانت آلهة الأرض الصخرية "الهورساج". وعلى وجه الخصوص، كانت لديها القدرة في سفوح التلال والصحراء على إنتاج الحياة البرية. وكان من أبرز نسلها بشكل خاص الأوناجير (الحمير البرية) في الصحراء. وبوصفها الحيوان الأم الحزينة تظهر في رثاء ابنها، وهو جحش صغير، ولكنها بصفتها إلهة الولادة فهي ليست فقط إلهة ولادة الحيوانات، بل هي أم جميع الأطفال، وهي شخصية الأم الإلهة. ومن أسمائها الأخرى دنجيرماخ (الإلهة الممجدة)، ونينماخ (السيدة الممجدة)، وأرورو (القاطرة أي التي "تفك" السليل عند الولادة)، ونينتور (السيدة مانحة الولادة). وزوجها هو الإله شولباي، وكان من بين أولادهما الابنان مولليل وأششيرجي والابنة إيجيمي. يبدو أن مولليل كان إلهاً يحتضر، مثل دوموزي، الذي كان يرثى موته في الطقوس السنوية، كان للالهة دار طهارة وسلام للمقام هي ( دلمون ) وفي دلمون حدثت أول عملية خلق للنبات عن طريق تخصيب (إنكي)إله السماء ل(ننهورساج) لتنجب آلهة النبات وتخلق بمفردها ثمانية نباتات محرمة ويأكل أنكي النبات المحرم فتحيق به اللعنة الربانية فيمرض بضلعه ويحتضر لولا نزع هذا الضلع المريض منه، وتخلق منه سيدة الضلع (ننتو)أولى أناث البشرية، هذا طبقا للأسطورة السومرية.

## ميثولوجيا
في أسطورة إنكي وننهورساج، أنجبت ننهورساج ابنةً لإنكي تُدعى نينسار («سيدة الخضرة»). عبر إنكي، أنجبت نينسار ابنتها نينكورا («سيدة الماشية»). أنجبت نينكورا بدورها ابنةً لإنكي اسمها أوتو. طارد إنكي بعد ذلك أوتو، التي كانت غاضبةً من عدم اهتمامه بها. دفنت أوتو، وفقًا لنصيحة جدتها الأكبر ننهورساج، بذور إنكي في الأرض، إذ نمت ثماني نباتات مكانها (النباتات الأولى). رأى إنكي النباتات وأكلها، وأصبح مريضًا في ثمانية أعضاء من جسده. شفته ننهورساج، التي أخذت النباتات إلى داخل جسدها لتنجب ثمانية ألهة: آبو، ونينتولا (نينتول)، ونينسوتو، وأزيموا، ونينتي وإنشاج (إنشاجاج).
في نص «خالق المجرفة»، أكملت ولادة البشرية بعد أن كُشفت الرؤوس عبر مجرفة إنكي.
في نصوص الخلق، تعمل نينما (اسم آخر لننهورساج) كقابلة بينما تخلق الإلهة الأم نامو أنواعًا مختلفةً من أفراد البشر من الكتل الطينية، يحدث هذا خلال وليمة أعدها إنكي للاحتفال بخلق الجنس البشري.

## العبادة
يُصور رمزها، الذي يشبه الحرف اليوناني أوميغا Ω، في الفن منذ عام 3000 قبل الميلاد تقريبًا، رغم أنه يرجع عمومًا إلى أوائل الألفية الثانية قبل الميلاد. يظهر على بعض العلامات الحدودية – على الطبقة العليا، ما يدل على أهميتها. يرتبط الرمز بإلهة البقرة المصرية حتحور، وقد يمثل شكل رحم منسق. يظهر الرمز في تصورات مبكرة من مصر القديمة. تُصور حتحور في بعض الأوقات على جبل، لذا من الممكن أن تكون الآلهتان مرتبطتين.
يقع معبدها، إيساكيلا (من إي السومري (معبد) + إس إيه جي (الرأس) + آي إل إيه (المرتفع) في كور في مدينة إريدو، مع أنها تملك معبدًا آخر في كيش.